# 航空特技团系列
《航空特技团》（英語：AeroWings / Aero Dancing）又名空中之舞、飞空之舞，是一个飞行模拟系列游戏，由CSK研究所学院（今CRI中间件）製作，为Dreamcast、PlayStation 2游戏机和Windows操作系统平台开发的空战电子游戏。